# 宮澤結花
宮澤 結花（みやざわ ゆうか)は、NHK放送センターの契約アナウンサー。

## 来歴・人物
福島県出身。身長153cm。右利き。
2013年NHK福島放送局にテレビキャスターとして入社。2017年4月NHK放送センターに異動。
趣味は、フットサル、テニス、道の駅巡り。

## 現在の出演番組
- ひるまえほっと（2017年4月 - ） - キャスター

## 過去の出演番組
- はまなかあいづToday（2013年4月 - 2017年3月）

## 関連人物
- 柘植恵水 - NHK放送センターアナウンサー。ひるまえほっとキャスター。